# うしろ
『うしろ』は、レベルファイブより2008年に発表された心霊ホラーロールプレイングゲーム、およびそれを元にした小説・漫画作品である。ゲームの発売は未定。

## 概要
2008年にレベルファイブ10周年記念作品3部作の第3弾として発表された。当初はPlayStation Portable用ソフトとして2009年の発売を予定していたが、発表から10年が経過した2018年10月時点においても発売時期が未定の状態となっている。『週刊ファミ通』（2018年10月25日発売号、レベルファイブ20周年特集）のインタビュー記事において、本作品の動向について日野晃博に問いただしたところ、Nintendo Switchへのプラットフォーム変更が発表された。
2014年に角川ホラー文庫より小説版『うしろ ふきげんな死神。』が発刊され、シリーズ化。2015年にはコミックNewtypeにて小説版を原作とした漫画版『うしろ ふきげんな死神。』が、月刊ヒーローズにて独自ストーリーの漫画版『うしろ』がそれぞれ連載を開始した。

## あらすじ
味音痴の女子高生・西崎七名子は、普通の人間には見えないはずの死神・宇城霊一郎と知り合う。宇城は不思議な能力や道具を持ち、命と引き換えに願いをひとつ叶えてやると人々の魂を求めていた。

## 登場人物
宇城 霊一郎（うしろ れいいちろう）

西崎 七名子（にしざき ななこ）

タクシャカ

及川 彩月（おいかわ さつき）

ミラベル

片岡 伊織（かたおか いおり）

## 小説
角川ホラー文庫より発刊。作者は後藤リウ、カバーイラストはtoi8。
1. うしろ ふきげんな死神。（2014年9月25日発売[6]、ISBN 9784041020739）
2. うしろ 放課後の王国。（2015年2月25日発売[7]、ISBN 9784041020746）
3. うしろ 死神と白の聖女。（2015年12月25日発売[8]、ISBN 9784041020753）

## 漫画
うしろ ふきげんな死神。
『コミックNewtype』連載。作者は青刃時雨。小説版を原作としている。
- 2016年1月26日発売、ISBN 9784041039182

うしろ
『月刊ヒーローズ』2016年1月号・2月号に掲載され、以後休載中。脚本・トキオビンゴ（ナズカトキオと森橋ビンゴによるシナリオユニット）、漫画・みもり。